# I delitti di Valhalla
I delitti di Valhalla (Brot) è una miniserie televisiva thriller in otto episodi prodotta in Islanda, originariamente trasmessa in questa nazione nel 2019, quindi pubblicata in tutto il mondo nel 2020 su Netflix.
Questa è la prima serie islandese ad essere stata presentata su Netflix. La storia si basa su un fatto di vita reale. Come descritto in un articolo sul sito web di MEAWW, "Alla fine degli anni '40, un evento quasi simile ebbe luogo nella remota Islanda. Un'istituzione statale... ospitava giovani in difficoltà di età compresa tra i 7 e i 14 anni: questi giovani furono picchiati e maltrattati dai membri dello staff. Sebbene in realtà non sia stato commesso alcun omicidio (contrariamente a quanto mostrato con licenza artistica nella serie) il fatto causò molto rumore mediatico e i bambini furono risarciti finanziariamente.

## Trama
Diverse persone, apparentemente non imparentate, vengono trovate barbaramente assassinate in vari luoghi dell'Islanda. Un enigmatico detective norvegese, Arnar (interpretato da Bjorn Thors), con una vita personale tormentata, viene chiamato per aiutare le forze di polizia islandesi a trovare un collegamento tra le vittime.
Gli omicidi sembrano attribuibili a un serial killer che taglia gli occhi alle sue vittime dopo la loro morte.
L'investigatore locale capo, Kata (interpretata da Nina Filippusdottir), è una agente di polizia di lungo corso, che non vede l'ora di essere promossa. Tuttavia la promozione di carriera viene attribuita ad una collega e Kata deve trovare il modo di mettere da parte la sua scottante delusione e stringere legami sia con la nuova responsabile che con il collega Arnar.
Dopo le iniziali indagini emerge un primo importante indizio: una vecchia fotografia di un riformatorio maschile, Valhalla, sembra essere il collegamento tra gli omicidi.

## Accoglienza
Il sito Rotten Tomatoes registra un indice di approvazione del 75%.
In una scheda serie tv sul sito Repubblica della serie si dice che "...riesce a raccontarci la Reykjavík moderna dove anche il contesto insieme ad una natura gelida e implacabile fanno da contraltare ad un mondo che nasconde le sue crudeltà e i suoi segreti..."